# Franjevačka klasična gimnazija u Splitu
Franjevačka klasična gimnazija u Splitu bila je franjevačka klasična gimnazija za spremanje svećenika. Nalazila se je u Splitu, u gradskom predjelu Poljudu. Djelovala je od 1963. do 1974. godine. 

## Bivši učenici i/ili profesori
Među predavačima je bio fra Berard Barčić, danas najstariji živući franjevac u Hrvatskoj,  a možda i na svijetu. Ondje je jednu školsku godinu predavao na franjevačkoj gimnaziji, gdje je bio i magistrom klerika. Poslije je u Splitu upravljao gimnazijom na Poljudu i bio je magistrom novaka.